# 阿爾芬-哈姆
阿爾芬-哈姆（荷蘭語：Alphen-Chaam）是荷蘭的一個市镇，位於荷蘭南部，在行政區劃上屬於北布拉班特省。這個市鎮最大的居民點是阿爾芬，有人口約4,000人。

## 外部連結
- 维基共享资源上的相關多媒體資源：阿爾芬-哈姆
- 官方网站